# Marlen Reusser
Marlen Reusser (født 20. september 1991 i Jegenstorf) er en schweizisk landevejscykelrytter, der kører for Movistar Team.
Hun repræsenterede Schweiz under sommer-OL 2020, hvor hun deltog i enkeltstart for kvinder hvor hun vandt sølvmedalje.